# 太白庙 (宁波市)
29°47′22.42″N 121°46′16.81″E / 29.7895611°N 121.7713361°E
太白庙位于中国浙江省宁波市鄞州区东吴镇天童村，清代建筑，庙神为孝子杜雍，建筑坐北朝南，有前后两进院落，由大门、主楼、戏台、厢房、大殿等组成，占地面积1500平方米，大门临街而建，向北34米处为主楼，院中有古银杏树一棵，主楼两侧为耳房，2002年10月公布为鄞州区文物保护单位。